# Championnat de république démocratique du Congo de football 2022-2023
Navigation
Vodacom Ligue 1 2021-2022 Vodacom Ligue 1 2023-2024
La saison 2022-2023 de Ligue 1 est la 63e édition du championnat de République démocratique du Congo de football et la 6e sous l'appellation « Ligue 1 » et la 6e fois sous l'appellation Vodacom Ligue 1. La saison débute le 8 octobre 2022.
Le TP Mazembe est le tenant du titre.
La compétition est arrêtée le 24 décembre 2022 en raison d'un manque de moyens financiers. La Linafoot  annonce en avril la reprise du championnat au 5 mai avec une fin programmée au 28 juin 2023, la compétition étant amputée des matchs retour.
Finalement, le 28 avril 2023, la FECOFA décide de mettre un terme aux championnats nationaux 2022-2023,.

## Participants
- Association sportive Vita Club
- Daring Club Motema Pembe
- Olympique Club Renaissance du Congo
- Céleste Football Club
- Académic Club Rangers
- Jeunesse sportive de Kinshasa
- AC Kuya Sport
- Tout Puissant Mazembe
- Football Club Saint-Éloi Lupopo
- Cercle sportif Don Bosco de Lubumbashi
- Jeunesse sportive Groupe Bazano
- Football Club Lubumbashi Sport
- Association sportive Simba Kamikaze
- Blessing Football Club
- Association sportive Maniema Union
- Sa Majesté Sanga Balende
- Association sportive des Dauphins noirs
- Union sportive Panda B52
- Football Club Étoile du Kivu
- Union sportive Tshinkunku

## Compétition

### Règlement
Le classement est calculé avec le barème de points suivant : une victoire vaut trois points, le match nul un. La défaite ne rapporte aucun point.
Les critères de départage sont inchangés depuis la saison 2017-2018. Ceux-ci se présentent ainsi :
1. plus grand nombre de points ;
2. plus grande différence de buts générale ;
3. plus grand nombre de points dans les confrontations directes ;
4. plus grande différence de buts particulière ;
5. plus grand nombre de buts dans les confrontations directes ;
6. plus grand nombre de buts à l'extérieur dans les confrontations directes ;
7. plus grand nombre de buts marqués ;
8. plus grand nombre de buts marqués à l'extérieur ;
9. plus grand nombre de buts marqués sur une rencontre de championnat ;
10. meilleure place au Challenge du Fair-play (1 point par joueur averti, 3 points par joueur exclu).

### Classement
La compétition est abandonnée le 28 avril 2023, le dernier match étant joué le 24 décembre 2022.
| Rang | Équipe               | Pts | J  | G  | N | P | Bp | Bc | Diff |
| ---- | -------------------- | --- | -- | -- | - | - | -- | -- | ---- |
| 1    | AS Vita Club         | 31  | 11 | 10 | 1 | 0 | 17 | 5  | +12  |
| 2    | FC Saint Éloi Lupopo | 22  | 10 | 7  | 1 | 2 | 21 | 10 | +11  |
| 3    | AS Maniema Union     | 19  | 8  | 6  | 1 | 1 | 13 | 3  | +10  |
| 4    | TP MazembeT          | 15  | 9  | 4  | 3 | 2 | 15 | 5  | +10  |
| 5    | Céleste FC P         | 14  | 9  | 4  | 2 | 3 | 9  | 8  | +1   |
| 6    | JSK                  | 13  | 9  | 3  | 4 | 2 | 6  | 5  | +1   |
| 7    | Blessing FC          | 11  | 7  | 3  | 2 | 2 | 10 | 6  | +4   |
| 8    | DCMP                 | 11  | 8  | 2  | 5 | 1 | 8  | 6  | +2   |
| 9    | US Tshinkunku        | 11  | 9  | 3  | 2 | 4 | 10 | 13 | -3   |
| 10   | AC Rangers           | 11  | 11 | 3  | 2 | 6 | 8  | 13 | -5   |
| 11   | SM Sanga Balende     | 10  | 6  | 2  | 4 | 0 | 10 | 6  | +4   |
| 12   | CS Don Bosco         | 10  | 8  | 3  | 1 | 4 | 7  | 12 | -5   |
| 13   | JSG Bazano           | 9   | 8  | 2  | 3 | 3 | 7  | 11 | -4   |
| 14   | Lubumbashi Sport     | 9   | 10 | 2  | 3 | 5 | 8  | 15 | -7   |
| 15   | US Panda B52         | 8   | 10 | 2  | 2 | 6 | 10 | 18 | -8   |
| 16   | AS Simba Kamikaze    | 7   | 7  | 2  | 1 | 4 | 7  | 11 | -4   |
| 17   | Etoile du Kivu       | 7   | 7  | 2  | 1 | 4 | 5  | 10 | -5   |
| 18   | AS Dauphins Noirs    | 6   | 7  | 1  | 3 | 3 | 3  | 6  | -3   |
| 19   | AC Kuya Sport        | 6   | 9  | 1  | 3 | 5 | 10 | 14 | -4   |
| 20   | FC Renaissance       | 2   | 7  | 0  | 2 | 5 | 2  | 9  | -7   |

Qualifications africaines
Ligue des champions 2023-2024
- 1er : 1er tour
- 2e : tour préliminaire

Coupe de la confédération 2023-2024
- C et 3e : phase de groupes

Relégation en Ligue 2 2023-2024
- 16e à 20e : relégation

Abréviations
- T : Tenant du titre
- C : Vainqueur de la Coupe du Congo 2023
- P : Promus de Ligue 2 2021-2022